# Історичний музей (Осло)
Історичний музей Осло (норв. Historisc Museum) — історичний музей університету Осло, присвячений місцевій історії Норвегії.

## Колекція
Основу колекції музею становлять експонати з доісторичної епохи, кам'яної та залізної доби, зібрання єгипетських мумій, знахідки часів вікінгів, шедеври середньовіччя.

## Галерея

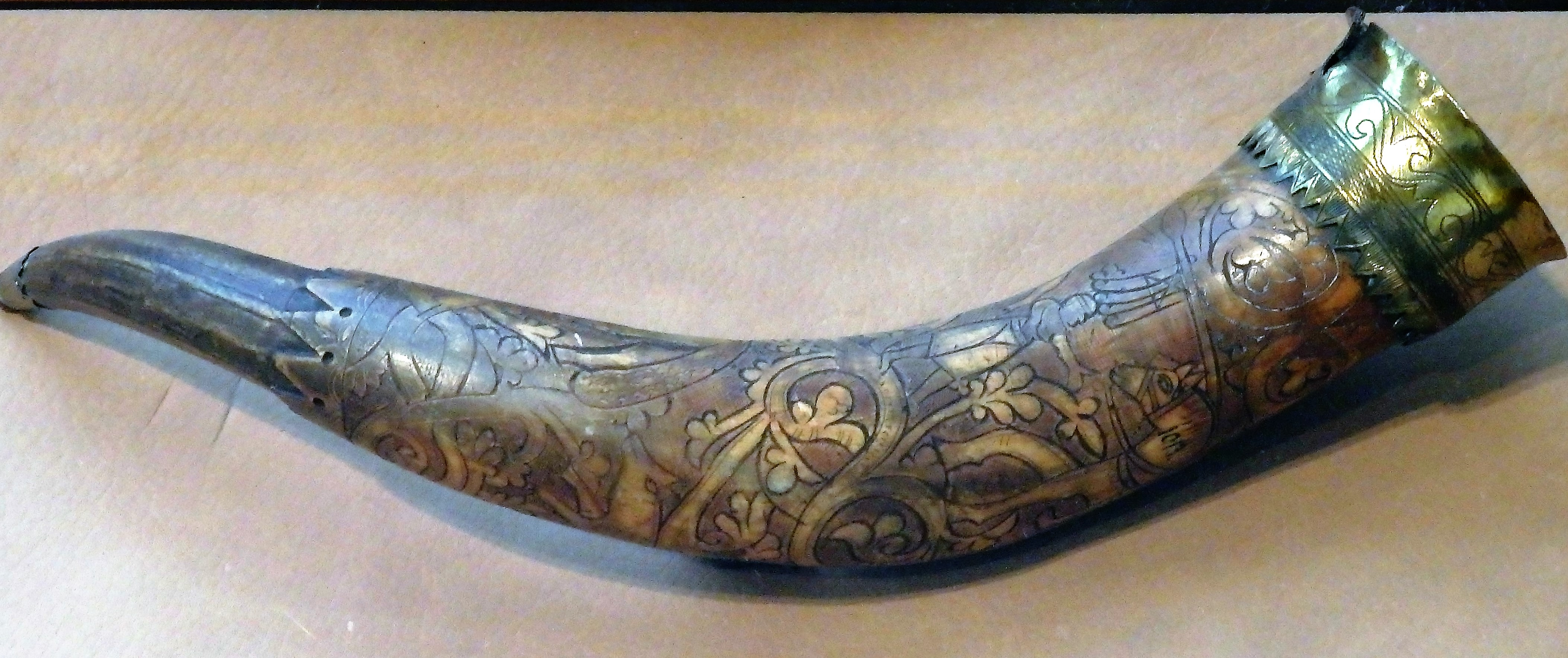
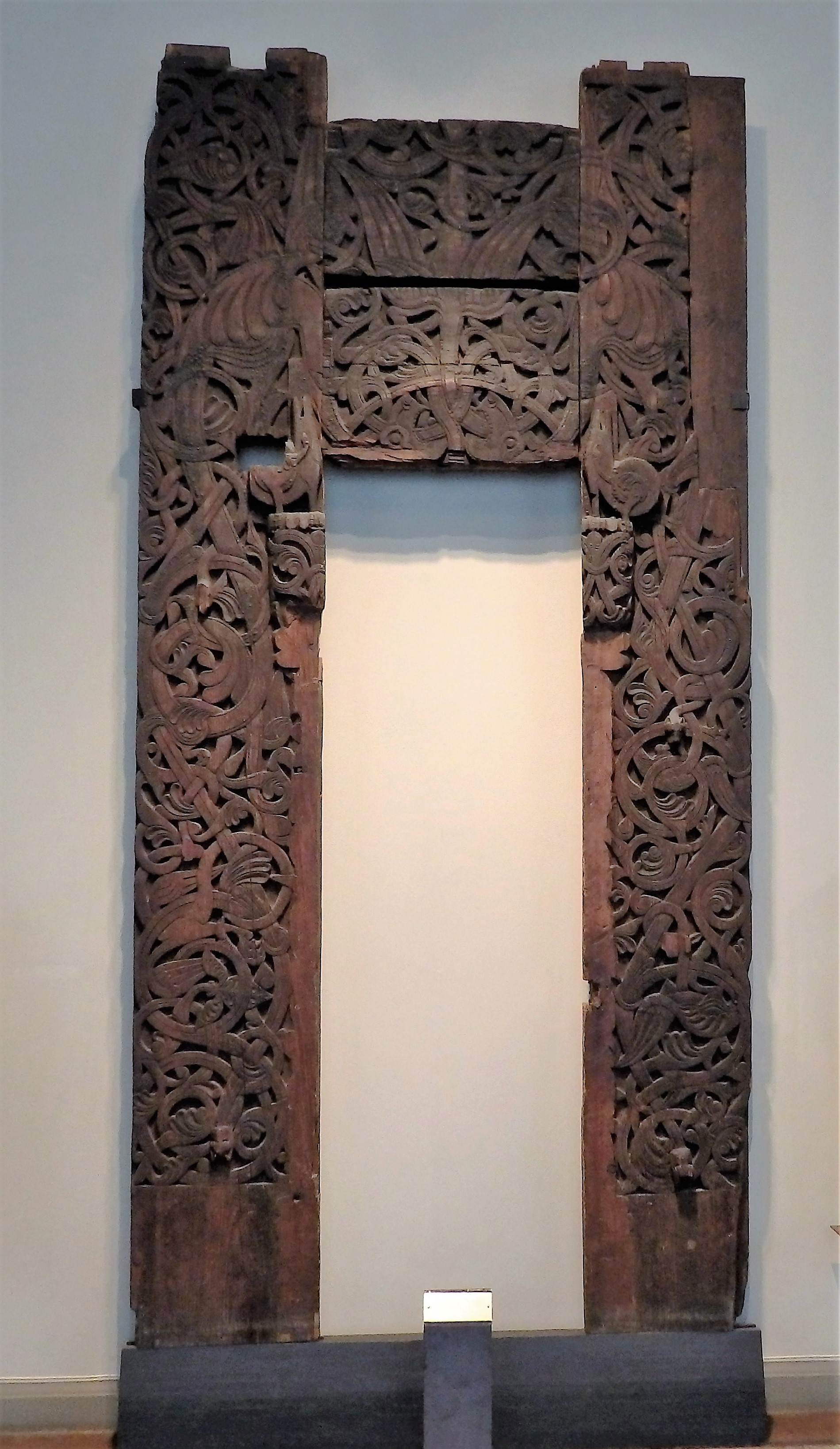
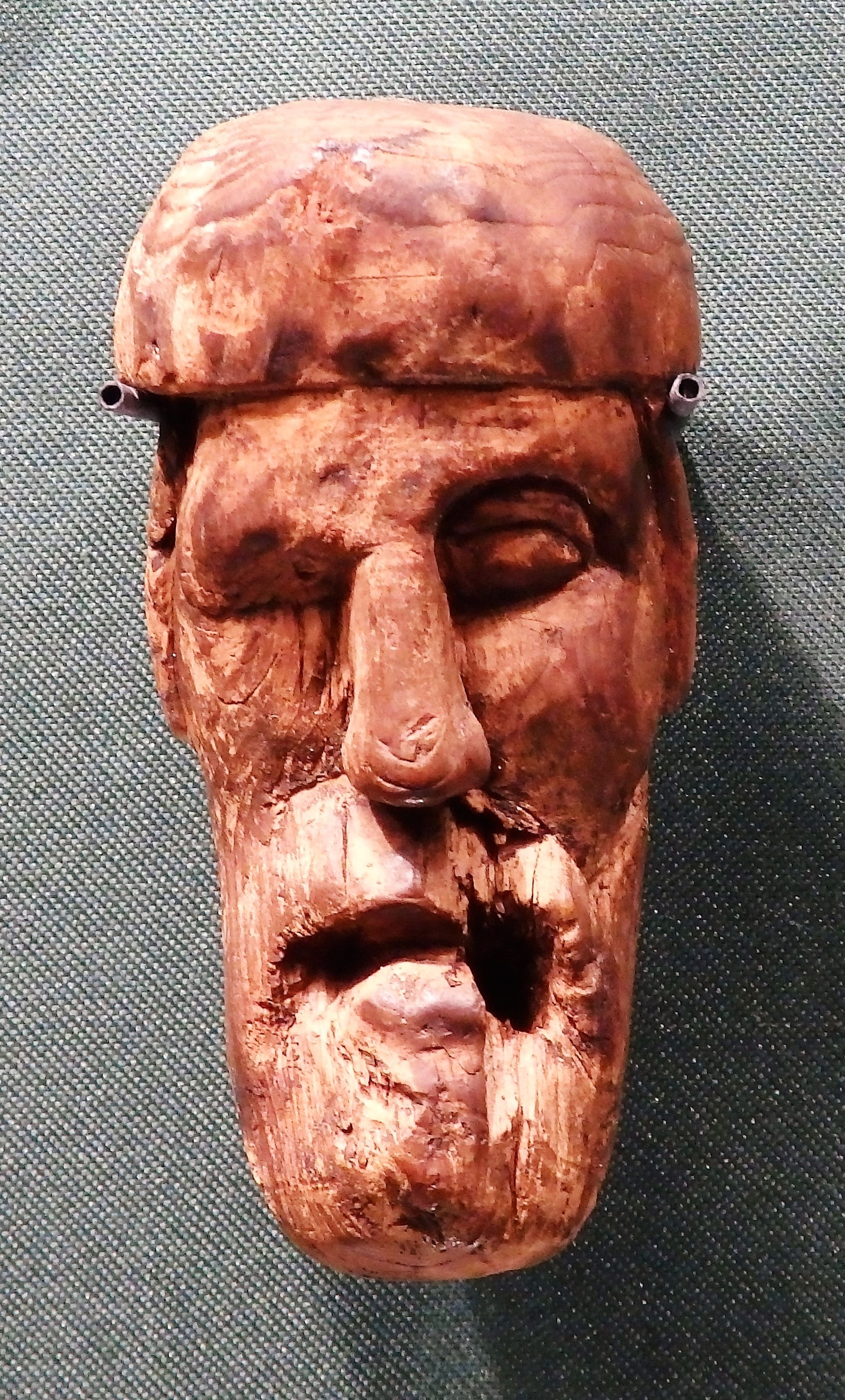
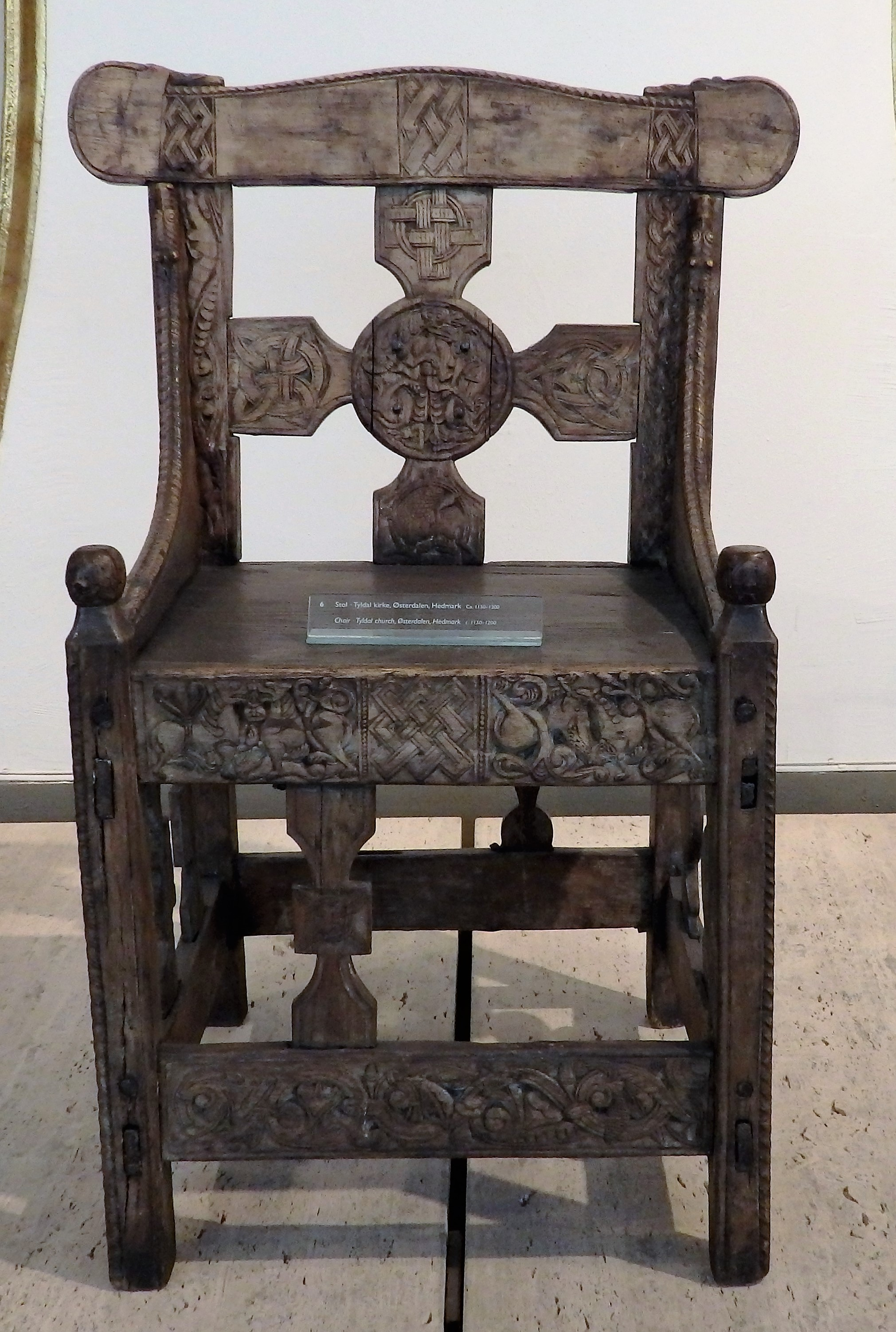
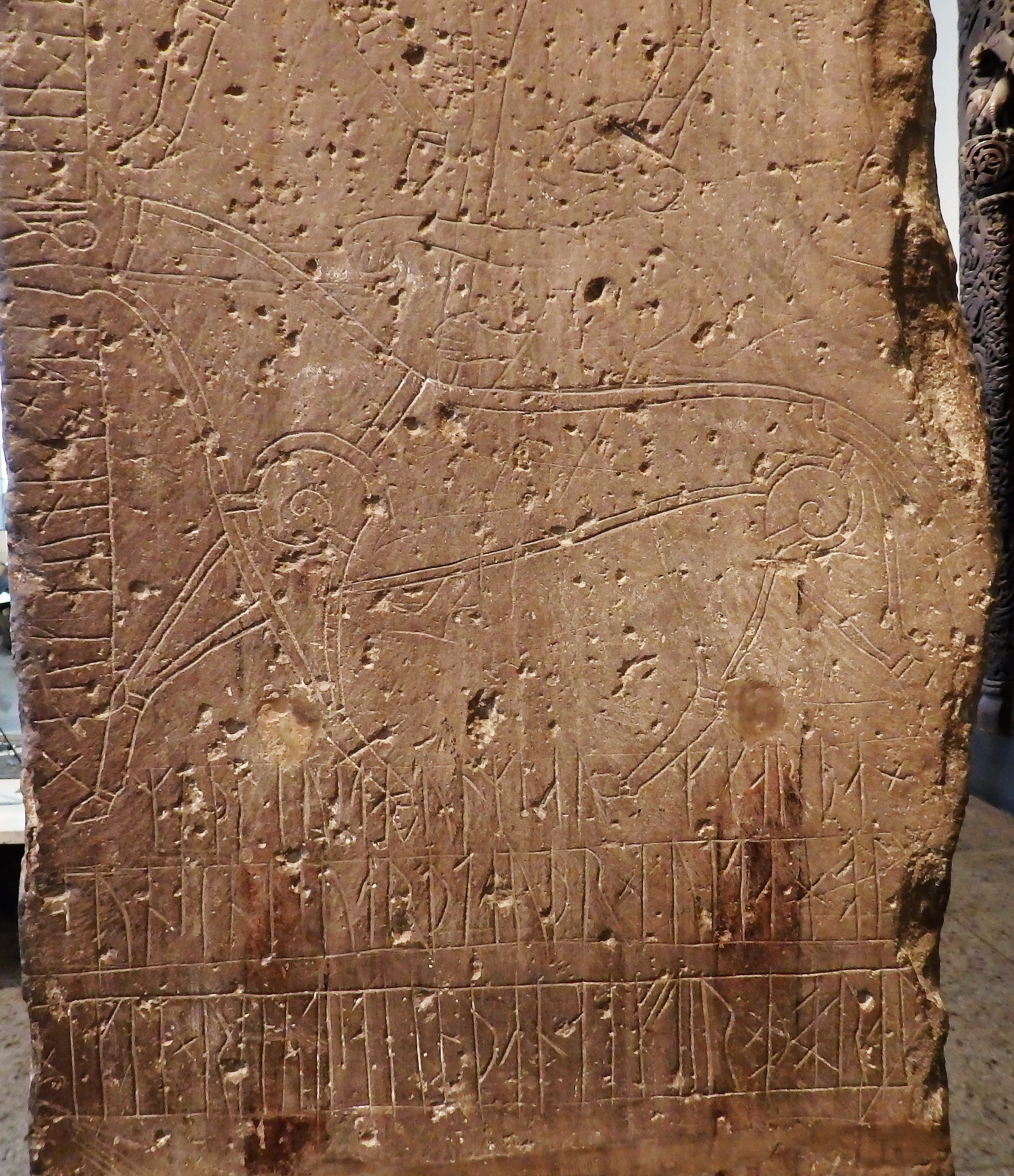
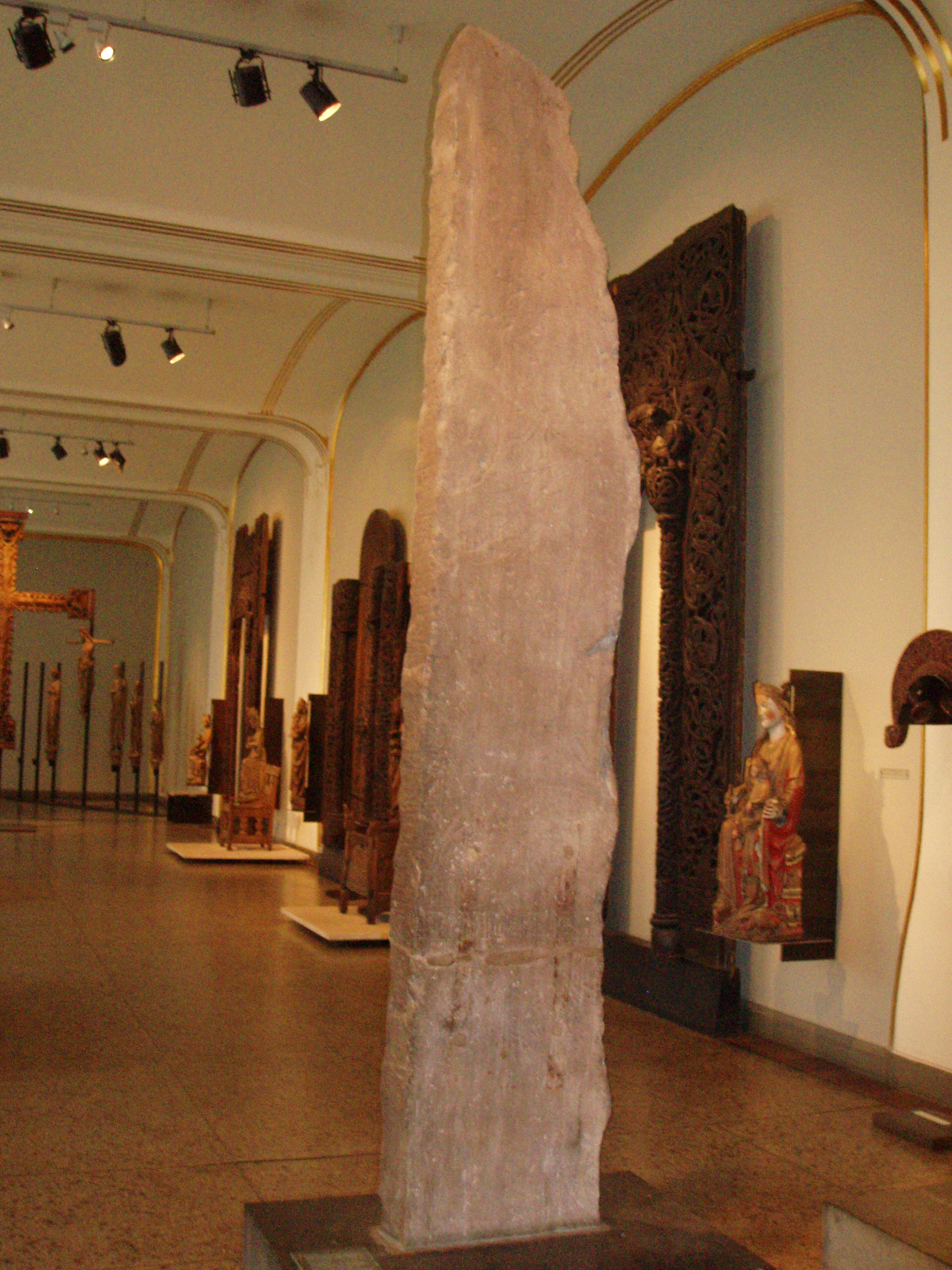
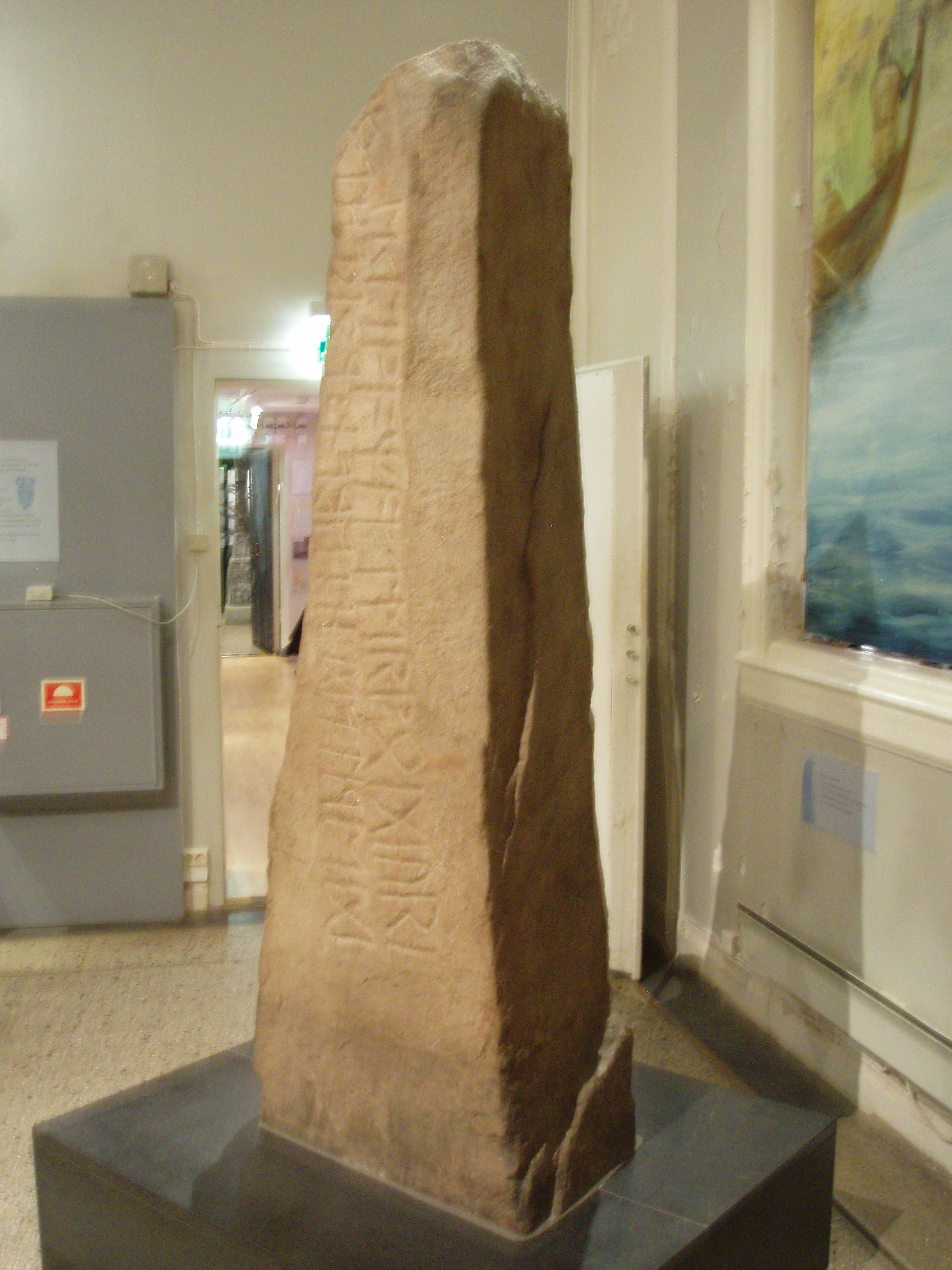
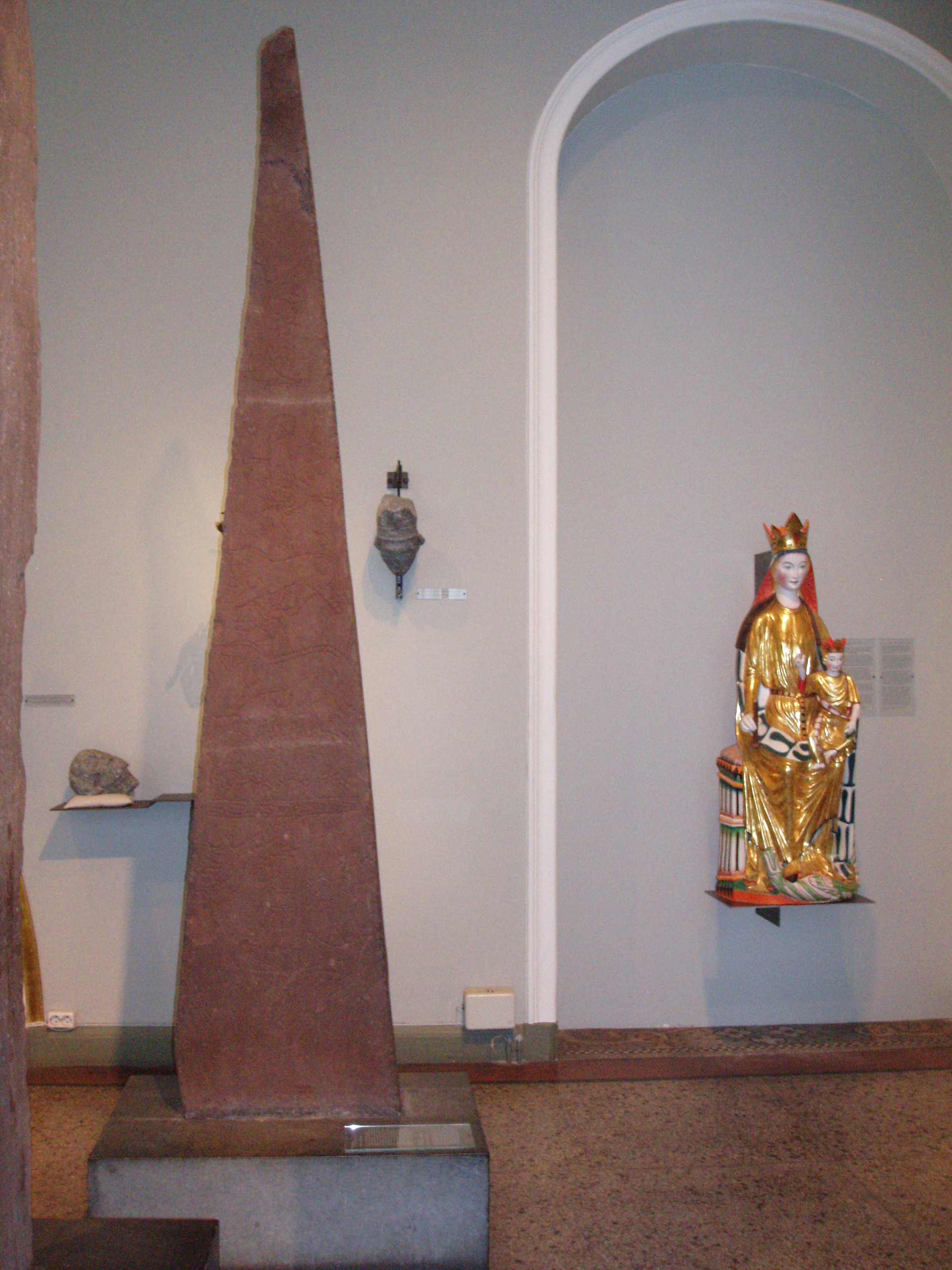
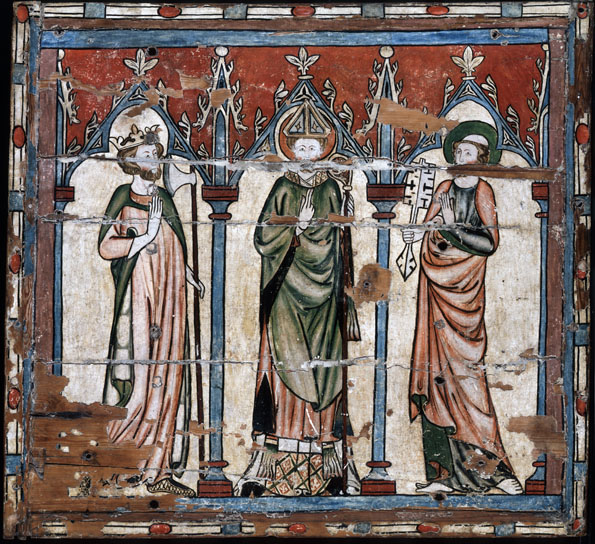
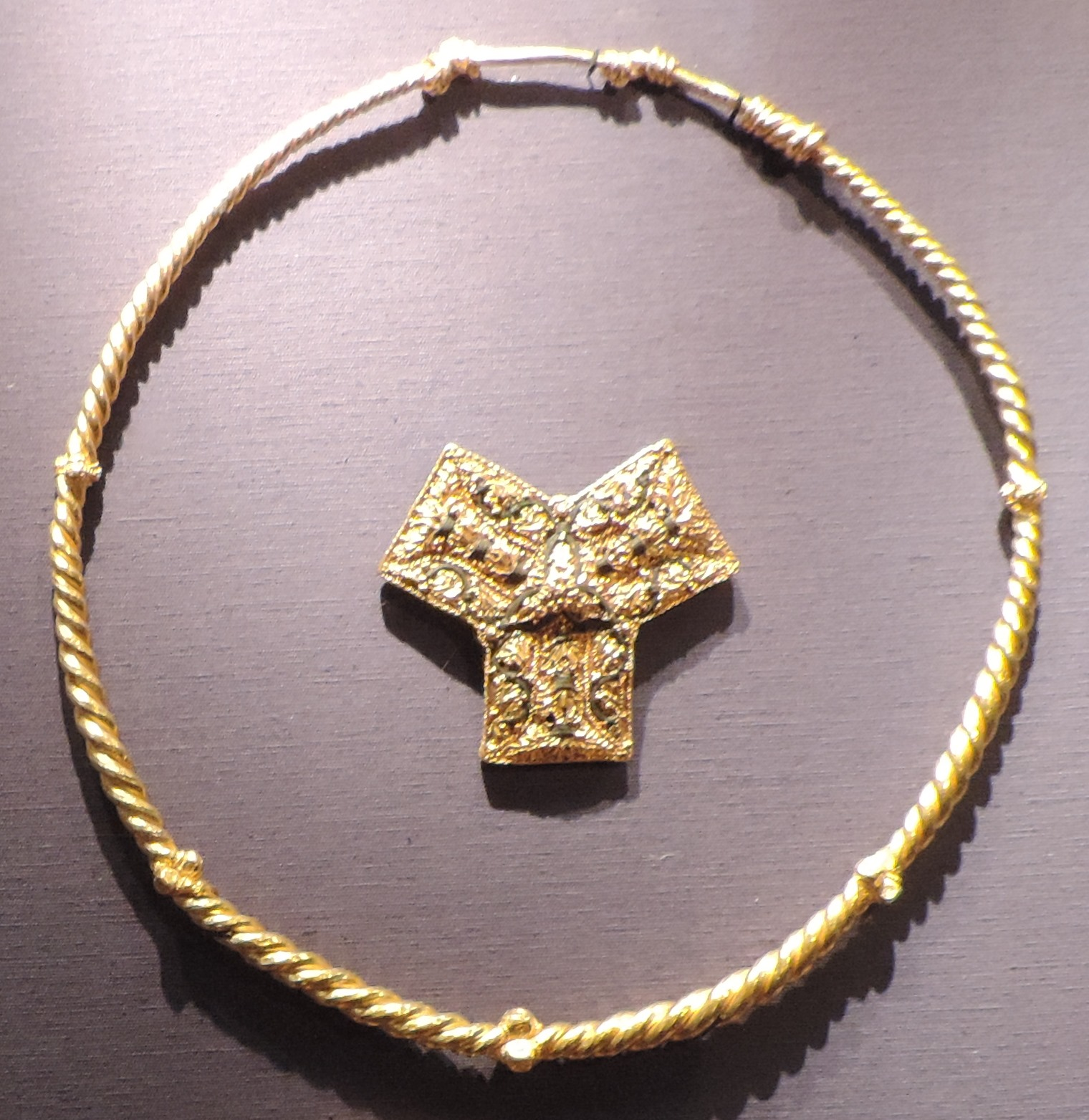
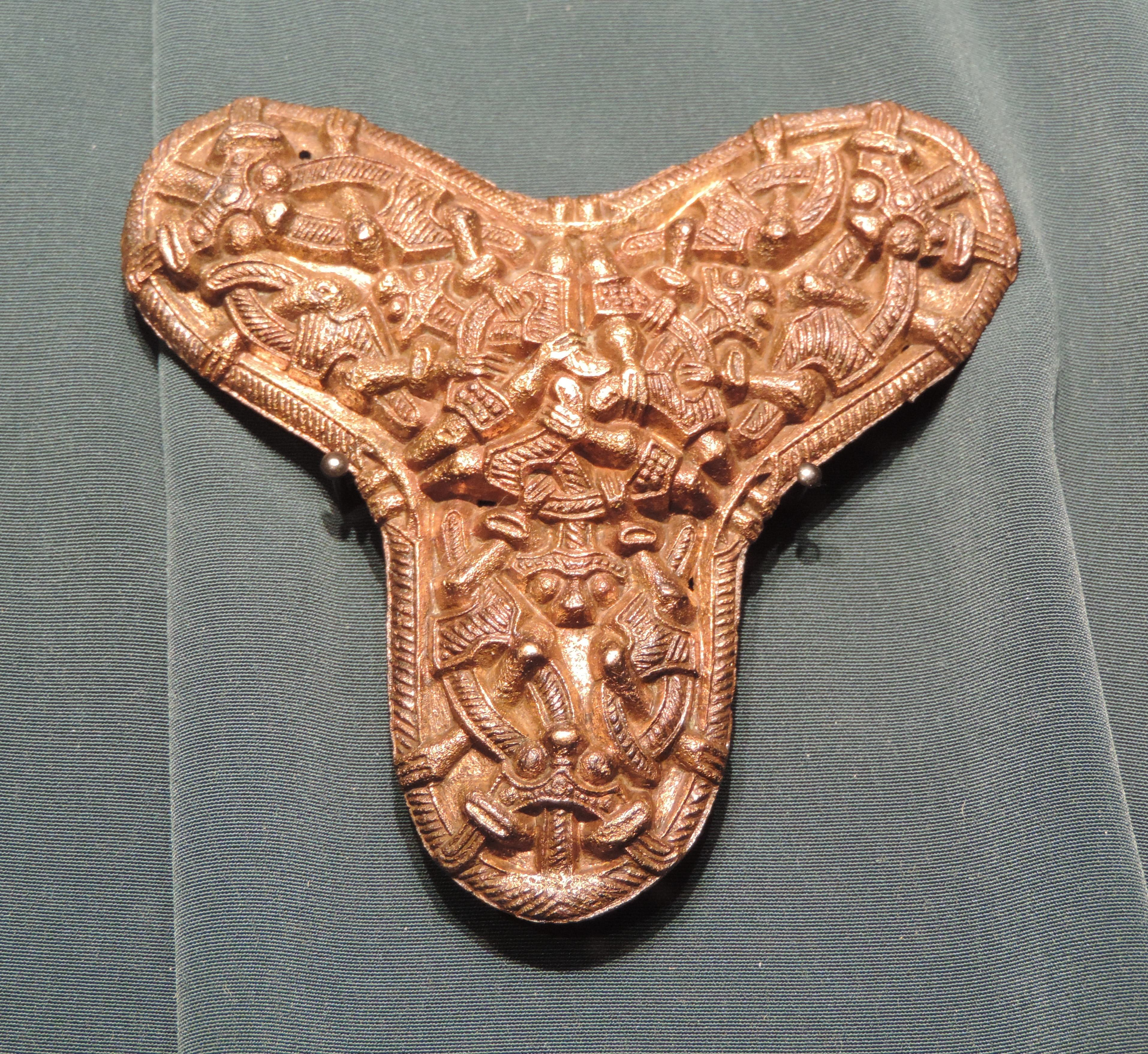
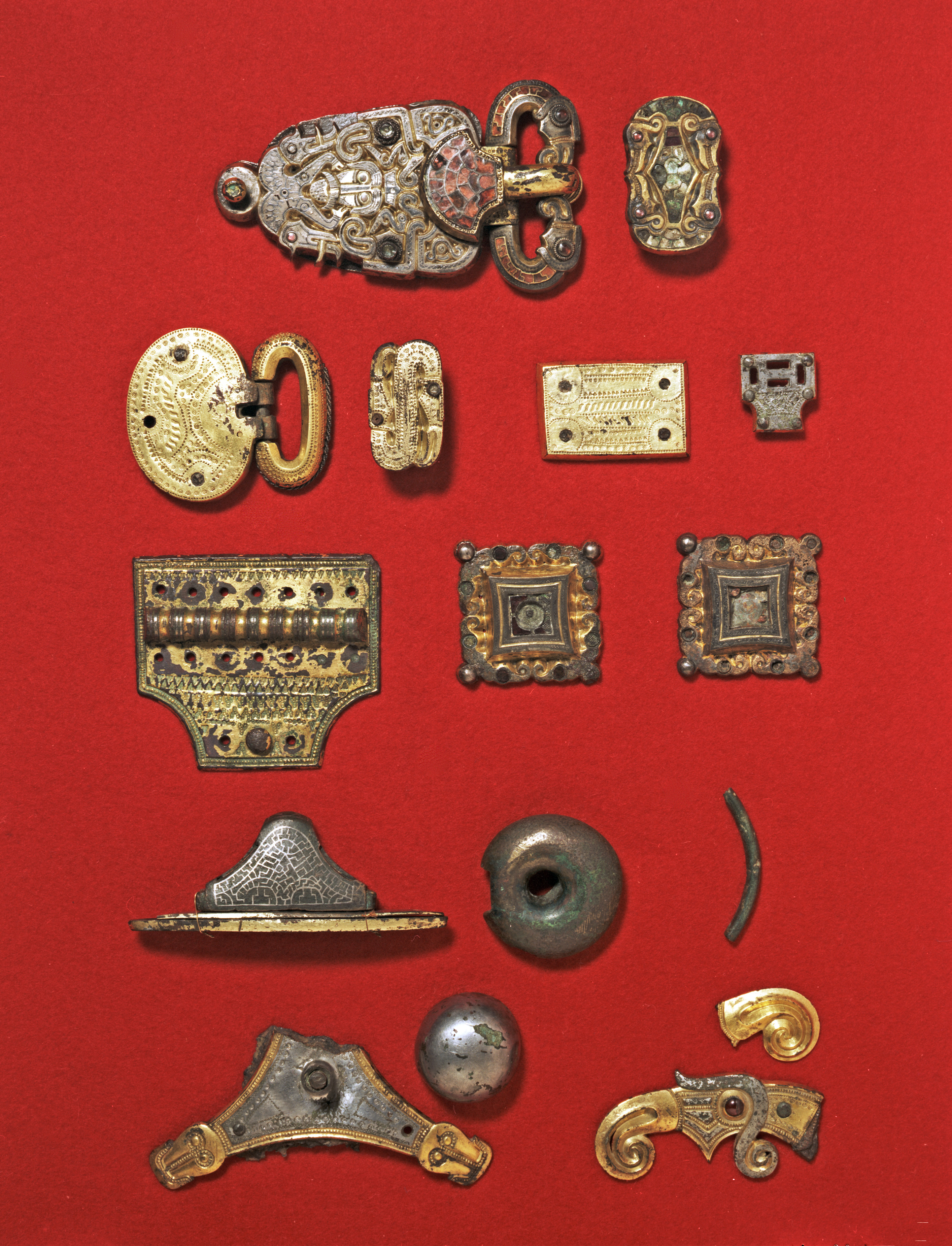
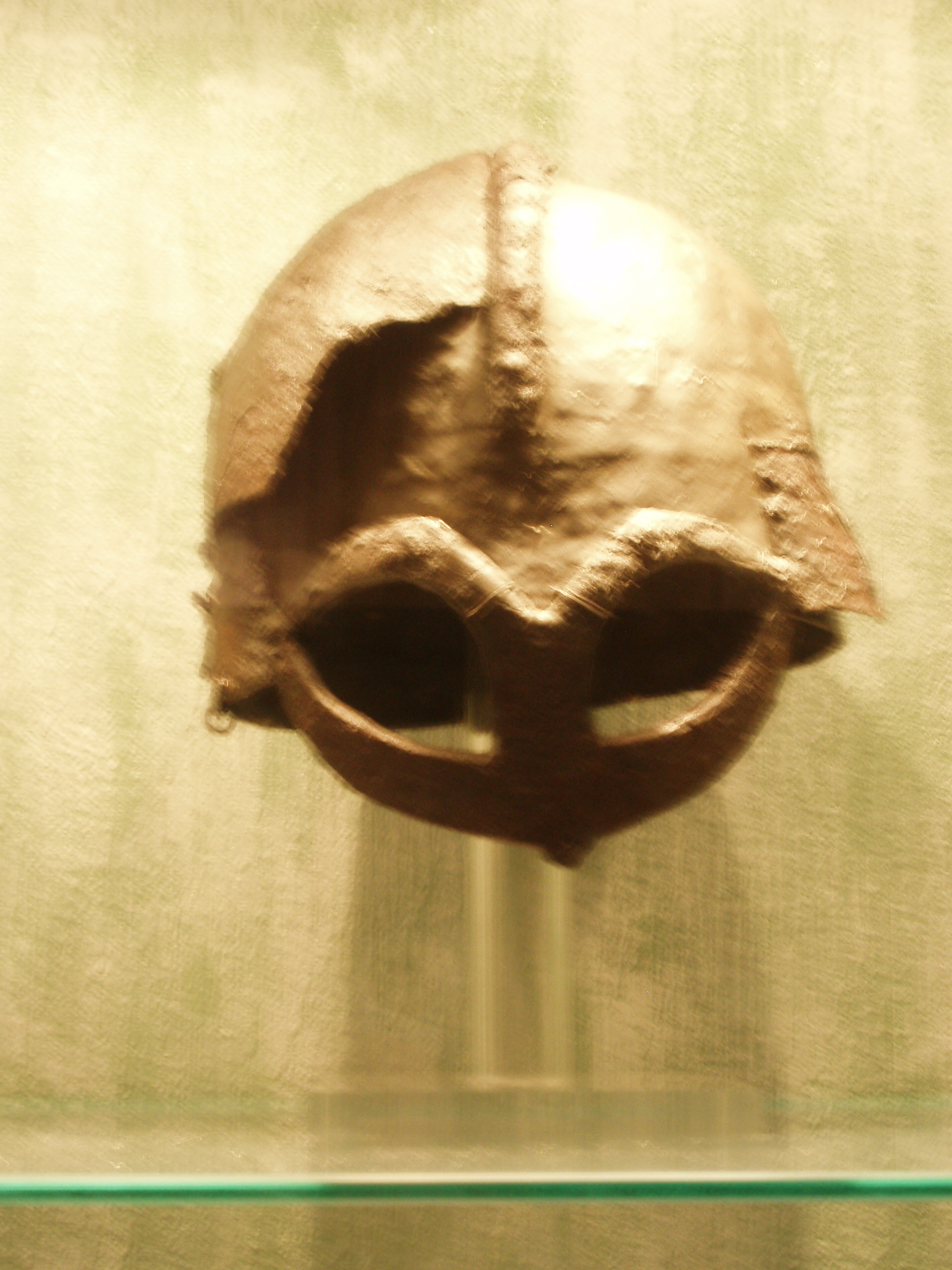